# Pomnik Ofiar Zbrodni Wołyńskiej w Zielonej Górze
Pomnik Ofiar Zbrodni Wołyńskiej – pomnik w Zielonej Górze upamiętniający ofiary rzezi wołyńskiej odsłonięty 24 sierpnia 2024 r. 

## Historia
Po zakończeniu II wojny światowej na tereny tzw. ziem odzyskanych trafiło wiele osób pochodzących z obszarów, gdzie dochodziło do eksterminacji ludności polskiej przez ukraińskich nacjonalistów. Pamięć o tych wydarzeniach przetrwała w pamięci ich potomków. W 2019 r. w Zielonej Górze środowisko kresowiaków powołało Komitet Budowy Pomnika Ofiar Zbrodni Wołyńskiej, który wystąpił z inicjatywą upamiętnienia tragicznych wydarzeń, jakie miały miejsce na Wołyniu w latach 1943–1945. W inicjatywę włączyły się ponadto władze Zielonej Góry, Oddział Instytutu Pamięci Narodowej w Poznaniu, Stowarzyszenie Huta Pieniacka oraz Gazeta Lubuska. Działania zostały przerwane z uwagi na wybuch pandemii COVID-19. 
Inicjatywa została ponownie podjęta w 2021 r. 5 października został podpisany list intencyjny, na mocy którego władze miasta zobowiązały się przekazać teren pod pomnik a koszty jego budowy miał pokryć IPN oraz lokalne organizacje zrzeszające kresowian. Uchwałą Rady Miasta wybrano plac Słowiański jako miejsce zbudowania pomnika, miasto też ogłosiło konkurs na jego projekt. W odpowiedzi wpłynęło dziesięć zgłoszeń. Decyzją komisji wybrano projekt Andrzeja i Barbary Getterów, których projekt symbolizuje okaleczone drzewo.

## Lokalizacja
Pomnik został wzniesiony w centrum miasta na Placu Słowiańskim, w otoczeniu budynków sądu oraz Wydziału Prawa i Administracji Uniwersytetu Zielonogórskiego. Jego uroczystego poświęcenia i odsłonięcia dokonano 24 sierpnia 2024. W odsłonięciu pomnika wziął udział m.in. dr Karol Nawrocki prezes Instytutu Pamięci Narodowej.

## Opis pomnika
Pomnik Ofiar Zbrodni Wołyńskiej jest wykonany z kamienia, a jego wysokość (bez cokołu) wynosi, 4,90 metra. Przedstawia okaleczone drzewo – symbol życia, wpisane w destrukcyjną kompozycję brył, symbolizuje tragedię wydarzeń i zniszczenie istnienia. Kompozycja plastyczna pomnika opiera się na formie krzyża, który porządkuje drastycznie pocięte bryły kamienne, przywołujące dramat wydarzeń. Na pionowej części pomnika widnieje inskrypcja: "I kamienie wołać będą”, natomiast na poziomej części pomnika widnieje inskrypcja:
"Nie o zemstę, lecz o pamięć wołają ofiary" 
Uchwała Sejmu RP z 22 lipca 2016 r. 
W HOŁDZIE POLAKOM ORAZ OBYWATELOM 
 POLSKIM ORAZ INNYCH NARODOWOŚCI 
ZAMORDOWANYM W LATACH 1943-1945 
PRZEZ UKRAIŃSKICH NACJONALISTÓW NA WOŁYNIU 
I NA TERENIE INNYCH WOJEWÓDZTW 
POŁUDNIOWO-WSCHODNIEJ RZECZYPOSPOLITEJ
oraz nazwy powiatów z terenu przedwojennych województw: lwowskiego, tarnopolskiego, stanisławowskiego i wołyńskiego, na terenie których dokonano zbrodni ludobójstwa.